# Overland Track

Mapa del Overland Track.

El Overland Track es una de los senderos de larga distancia más famosas de Australia. Está situada en el Parque nacional Cradle Mountain-Lake St. Clair en la isla de Tasmania. Más de 8000 personas completan el caminata cada año.
El recorrido tiene una longitud de 74 km a través de la Reserva Natural de Tasmania desde Cradle Mountain hasta el lago de St. Clair. La ruta pasa por las tierras altas de Tasmania, junto a la montaña más elevada de la isla, el Mount Ossa (1617 m).
Según la equipación y la situación meteorológica, el recorrido se puede realizar en 5-7 días.